# Knutsford
Knutsford ist eine Stadt in der Grafschaft Cheshire im Nordwesten Englands. Sie zählt 13.191 Einwohner (2011) und gehört zur Unitary Authority Cheshire East.

## Geographie
Knutsford liegt auf der Cheshire Plain zwischen dem Peak District im Osten und dem walisischen Bergland im Westen, im sogenannten Golden Triangle von Cheshire, das sich durch affluente Gemeinden mit wohlhabenden Einwohnern auszeichnet. Die Umgebung ist landwirtschaftlich geprägt. Nördlich der Stadt befindet sich Tatton Park mit einem historischen Herrensitz.

## Geschichte
Im Domesday Book von 1086 wird die Stadt als Cunetesford („Furt des Knut“) genannt. Knut der Große war von 1016 bis 1035 König von England und wurde später auch Herrscher von Dänemark, Norwegen und Teilen Schwedens. Der Überlieferung nach soll er den Fluss Lily hier an einer Furt durchquert haben, jedoch kann es sich auch um den Birkin Brook gehandelt haben. Die English Place-Name Society leitet den Ortsnamen vom altenglischen Knutr’s ford ab, das auch als hillock ford (Furt an einem Hügel) gedeutet wird.
1817 wurde ein Gefängnis in Knutsford gebaut und 1853 erweitert. Im Ersten Weltkrieg diente es als Militärgefängnis, es wurde 1934 abgerissen.
Nach dem Zweiten Weltkrieg wurden in Knutsford Ausweich-Wohnviertel für Familien aus Manchester gebaut, eines davon (Longridge) in den 1950er Jahren auf Veranlassung des Manchester City Council. Alle Häuser dieses Viertels, die bis zum Ende des 20. Jahrhunderts noch nicht an die Bewohner verkauft worden waren, gingen dann an Manchester Methodist Housing über.
2005 galt Knutsford als die Stadt mit den höchsten Preisen für Wohnimmobilien in Nordengland, gefolgt vom nahegelegenen Altrincham. Jedoch variieren die Preise selbst innerhalb einer Immobilienkategorie stark.

## Verwaltung
Seit 2009 gehört Knutsford der Unitary Authority Cheshire East an, nachdem es seit 1974 Teil des Borough Macclesfield war. Vorher war Knutsford ein Urban District. 1974 wurde anlässlich der Verwaltungsreform der Town Council von Knutsford eingerichtet. Die Stadt ist in vier Wards eingeteilt: Nether, Norbury Booths, Bexton und Over. Die erstgenannten drei entsenden je drei Vertreter in den Council (die auf vier Jahre gewählt werden), Over als der größte entsendet sechs. Seit der Wahl vom 7. Mai 2015 gehören zwölf Mitglieder der Conservative Party an, drei sind parteilos.

## Verkehr

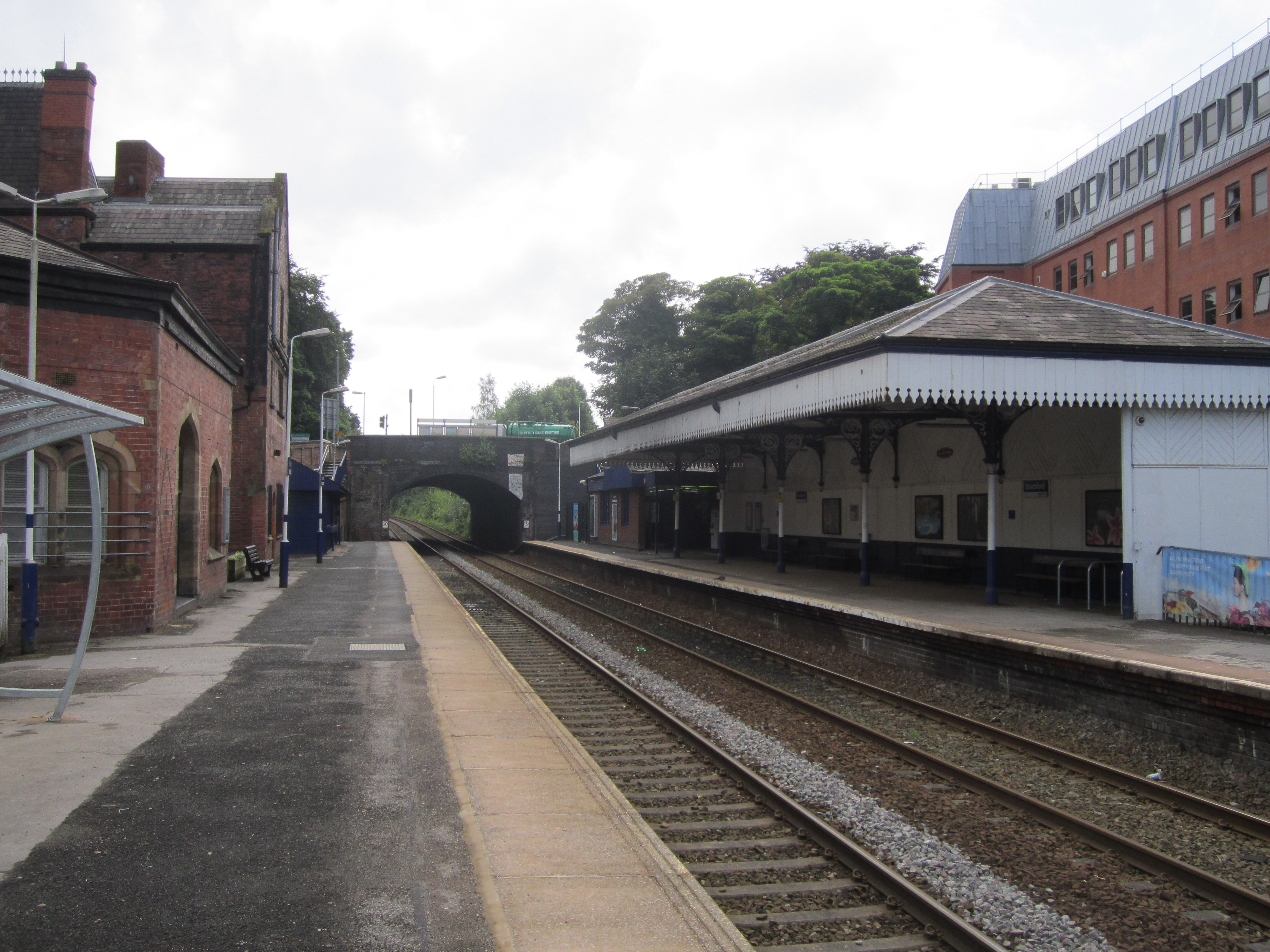
Bahnstation in Knutsford, 2012 (Blickrichtung Manchester)

In der Nähe von Knutsford befinden sich Auffahrten auf die Autobahnen M6 und M56, durch den Ort führt die Fernstraße A50. Letztere dient auch als Umleitungsstrecke für die M6, zu der sie zwischen Warrington und Stoke-on-Trent parallel läuft. An der M6 befindet sich westlich von Knutsford eine Service-Station.
Knutsford hat eine Bahnstation an der Mid-Cheshire Line zwischen Chester und Manchester über Altrincham, die 1862 eröffnet wurde. Seit Eröffnung des Manchester Metrolink auf der direkten Strecke zwischen Altrincham und Manchester (1992) verkehren die Züge nach und von Manchester über Stockport. Zurzeit bestehen werktags stündliche Verbindungen, sonntags zweistündliche in beide Richtungen mit zusätzlichen Fahrten in den Hauptverkehrszeiten. Ab Dezember 2017 soll die Taktfrequenz verdoppelt werden.
Nur zwei Buslinien (Knutsford–Altrincham–Wilmslow und der Stadtverkehr) werden regelmäßig halbstündlich bedient. Fünf Fahrten in jeder Richtung verkehren zwischen Northwich und Altrincham über Knutsford und High Leg. Die Linie von und nach Macclesfield wird tagsüber stündlich betrieben, nach der nahen Großstadt Warrington gibt es gar keine direkte Verbindung.
Manchester Airport ist nur etwa 5 Meilen (8 km) von Knutsford entfernt, ist jedoch von dort im ÖPNV nicht direkt zu erreichen.

## Bildung
Knutsford hat sechs Grundschulen, davon eine in Trägerschaft der römisch-katholischen Kirche und eine private. Mit Knutsford Academy besteht eine weiterführende Schule mit Sixth Form (Kollegstufe). Schüler aus Knutsford besuchen auch weiterführende Schulen und Colleges in den umliegenden Städten. Macclesfield College hält Kurse zur Erwachsenenbildung in Knutsford ab, und an Bibliotheken in Knutsford und Cheshire erteilt Age UK Computerunterricht für ältere Menschen.

## Religion

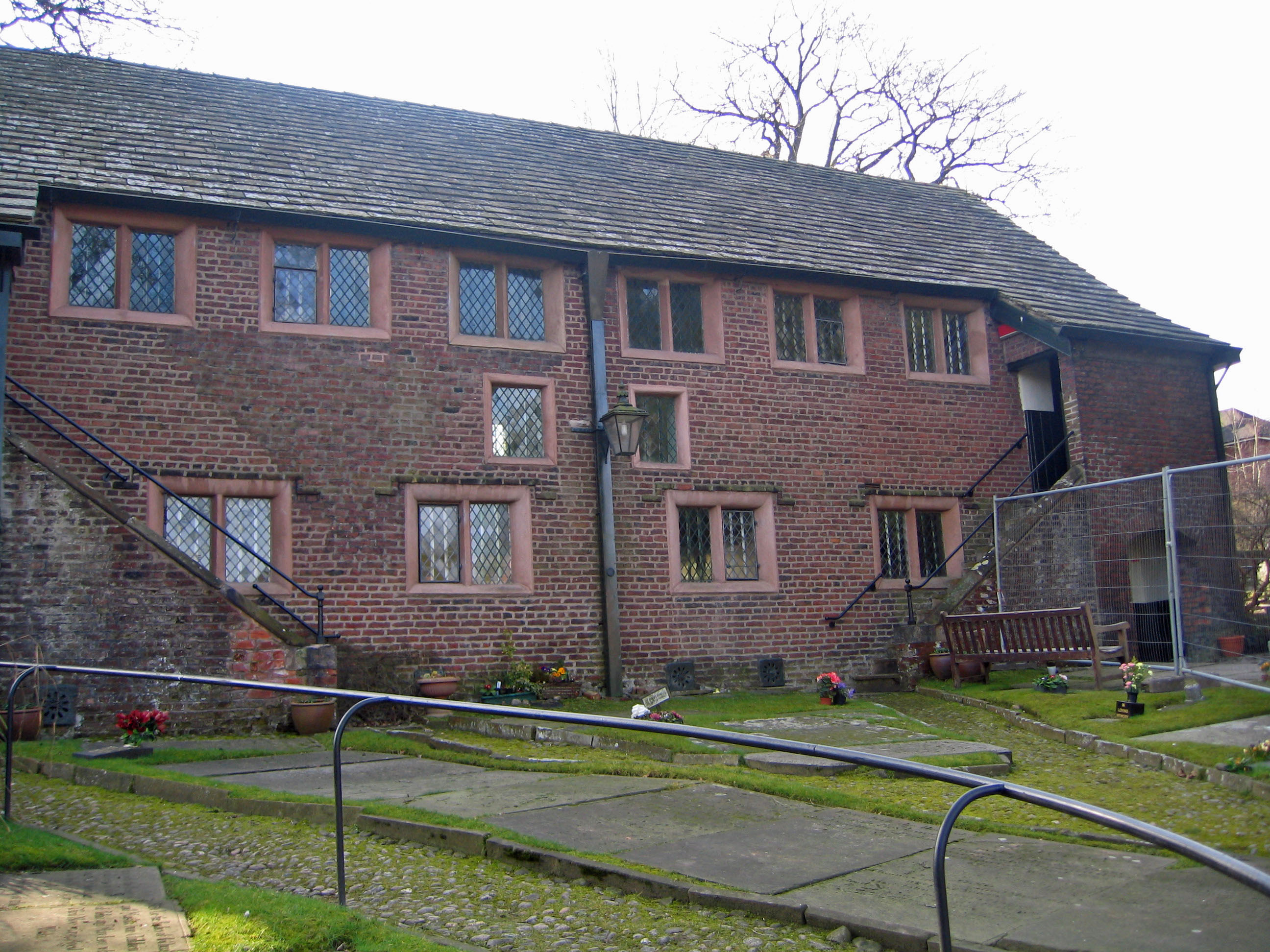
Brook Street Chapel – unitarische Kirche und Baudenkmal I. Grades

Mit St John the Baptist und St Cross hat Knutsford zwei anglikanische Kirchen. St Vincent’s ist eine methodistische Kirche. Brook Street Chapel dient als unitarische Kirche. Ferner gibt es die Knutsford Full Gospel Church.

## Architektur
Mit der Brook Street Chapel von 1689 besitzt Knutsford ein Baudenkmal I. Grades. Die Kirchen St John the Baptist’s (erbaut 1741–1744) und St Cross (1880/1881), der Gaskell Memorial Tower von William Longworth (1907/1908), das Tor zu Tatton Park von Lewis Wyatt (1810), das Gerichtsgebäude von George Moneypenny (1815) und zwei Bürgerhäuser aus dem 18. und dem späten 19. Jahrhundert sind als Baudenkmäler des Grades II* eingestuft.

## Kultur und Veranstaltungen
Am ersten Samstag im Mai findet die Parade zum Knutsford Royal May Day Festival statt, bei dem die Maikönigin gekrönt wird. An diesem Festwochenende wird auf der Grünfläche The Heath im Norden der Stadt eines der größten Volksfeste im Vereinigten Königreich statt. Die Straßen werden zum Maifest mit Mustern und Bildern aus farbigem Sand verziert. Diese seit dem Ende des 17. Jahrhunderts nachweisbare Tradition wird auf eine Sage zurückgeführt, wonach König Knut der Große nach Querung des Flusses den Sand aus seinem Schuhen einem Brautpaar in den Weg streute und ihnen so viele Kinder wie Sandkörner wünschte.
Seit 1999 hält die Royal Horticultural Society im Juli in Tatton Park eine Gartenbau-Ausstellung ab. Dort finden auch Autoshows, Konzerte, Handwerks- und Antiquitätenmärkte statt.
Im benachbarten Tabley wird jährlich an zwei Tagen im Juni die Cheshire County Show, eine landwirtschaftliche Ausstellung mit Volksfestcharakter, abgehalten.
Seit 1925 gibt es eine Amateur-Theatertruppe, die sich heute nach ihrer Spielstätte als Knutsford Little Theatre nennt und jährlich mehrere Stücke zur Aufführung bringt, darunter auch die traditionelle Pantomime (Harlekinade) zur Weihnachtszeit.
In einer ehemaligen Schmiede, einem Fachwerkhaus aus dem 17. Jahrhundert, befindet sich Knutsford Heritage Centre mit Museum, Garten, Galerie und Andenkenladen, das auch Vorträge und geführte Besichtigungstouren veranstaltet.

## Sport
Das Leisure Centre in Westfield Drive verfügt über Sportstätten für Badminton und Hockey sowie eine Schwimmhalle.
Knutsford Badminton Club wurde 1981 gegründet, Knutsford Hockey Club blickt auf eine mehr als hundertjährige Tradition zurück. Knutsford Cricket Club wurde 1881 gegründet und ist in Mereheath Lane beheimatet. Toft Cricket Club benannt nach dem Nachbarort, wo er 1928 gegründet wurde, ist in Booths Park beheimatet. Knutsford Rugby Club besteht seit 2004 und Knutsford Football Club mit seinem Stadion in Manchester Road seit 1948. Ferner gibt es mit Tatton Club einen Verein für Snooker und Billard und mit nutsford Harriers & Athletics Club einen Verein für Laufsport und Leichtathletik.
Alle zehn Jahre, zuletzt 2010, findet in Knutsford eine dreistündige Ausdauerfahrt für Hochräder statt.

## Wirtschaft und Unternehmen
- Amec Foster Wheeler hat einen Standort in Booths Park im Süden von Knutsford.
- Barclays nutzt Radbroke Hall im benachbarten Peover Superior als Büros und Konferenzstätte.

## Literatur, Film und Musik

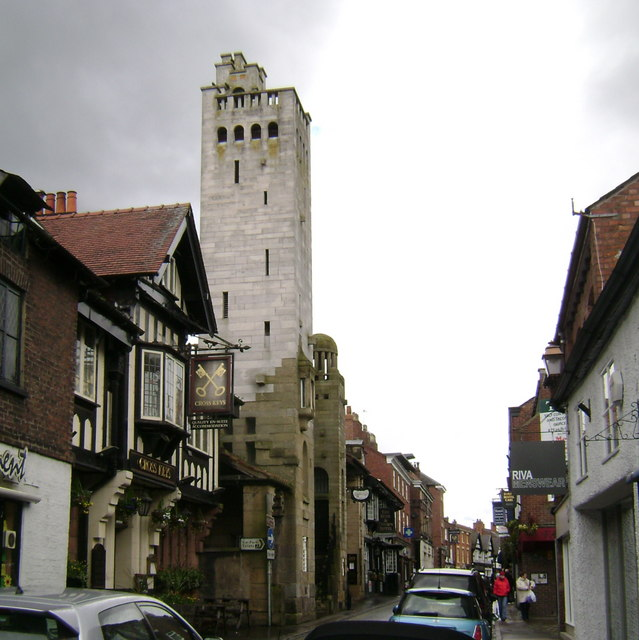
Gaskell Memorial Tower – zum Andenken an Elizabeth Gaskell errichtet

## Galerie

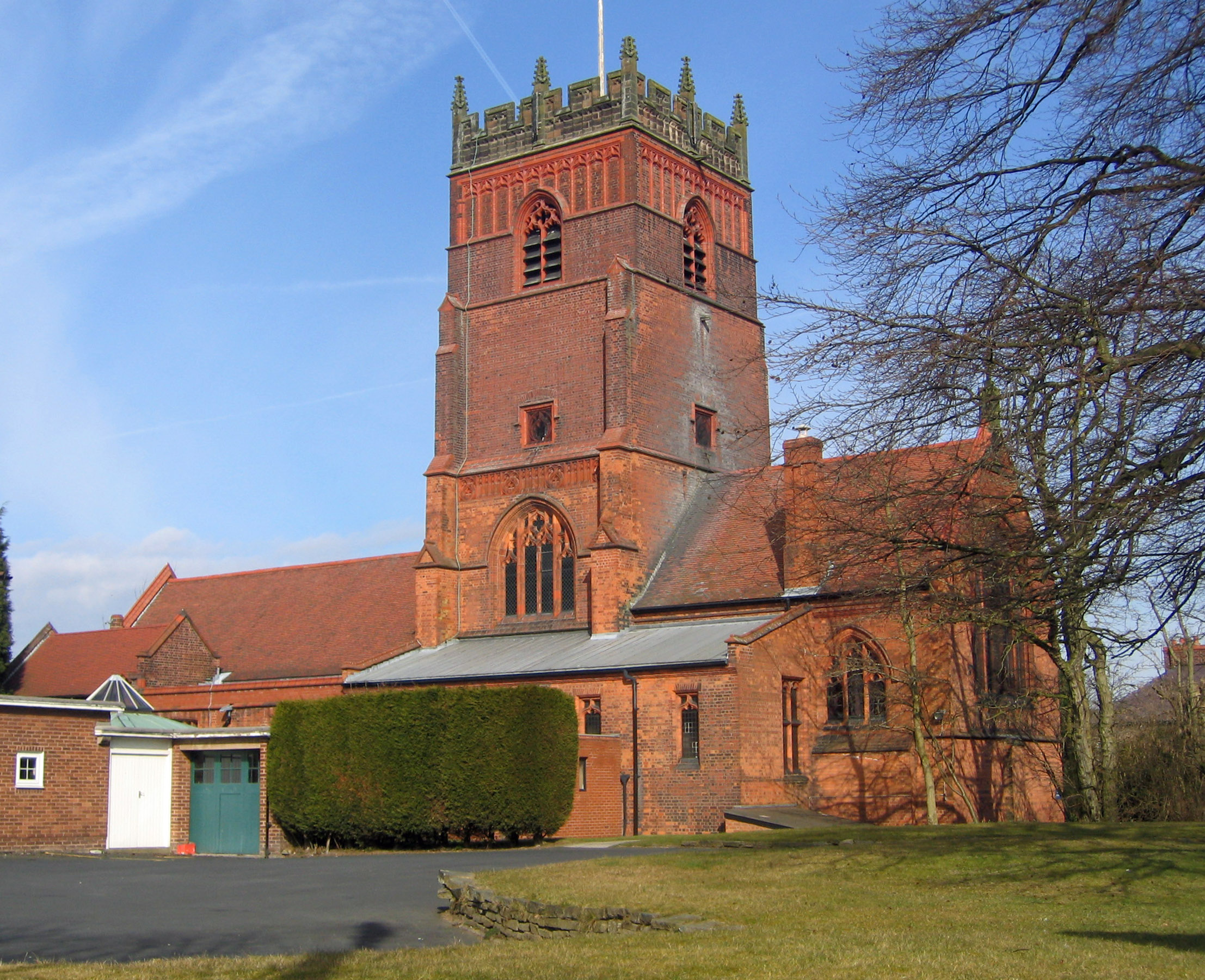
Kirche St Cross
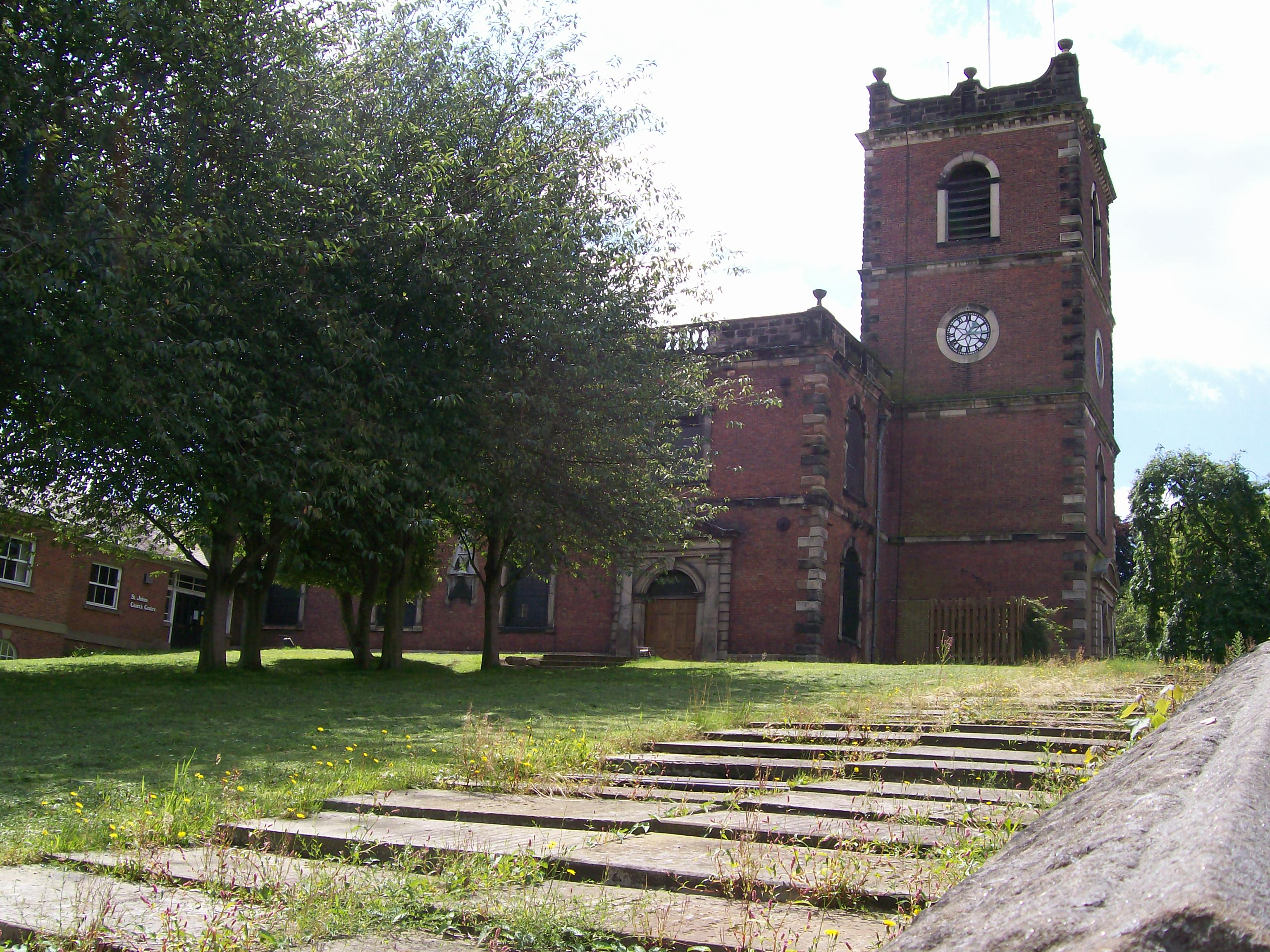
Kirche St John the Baptist
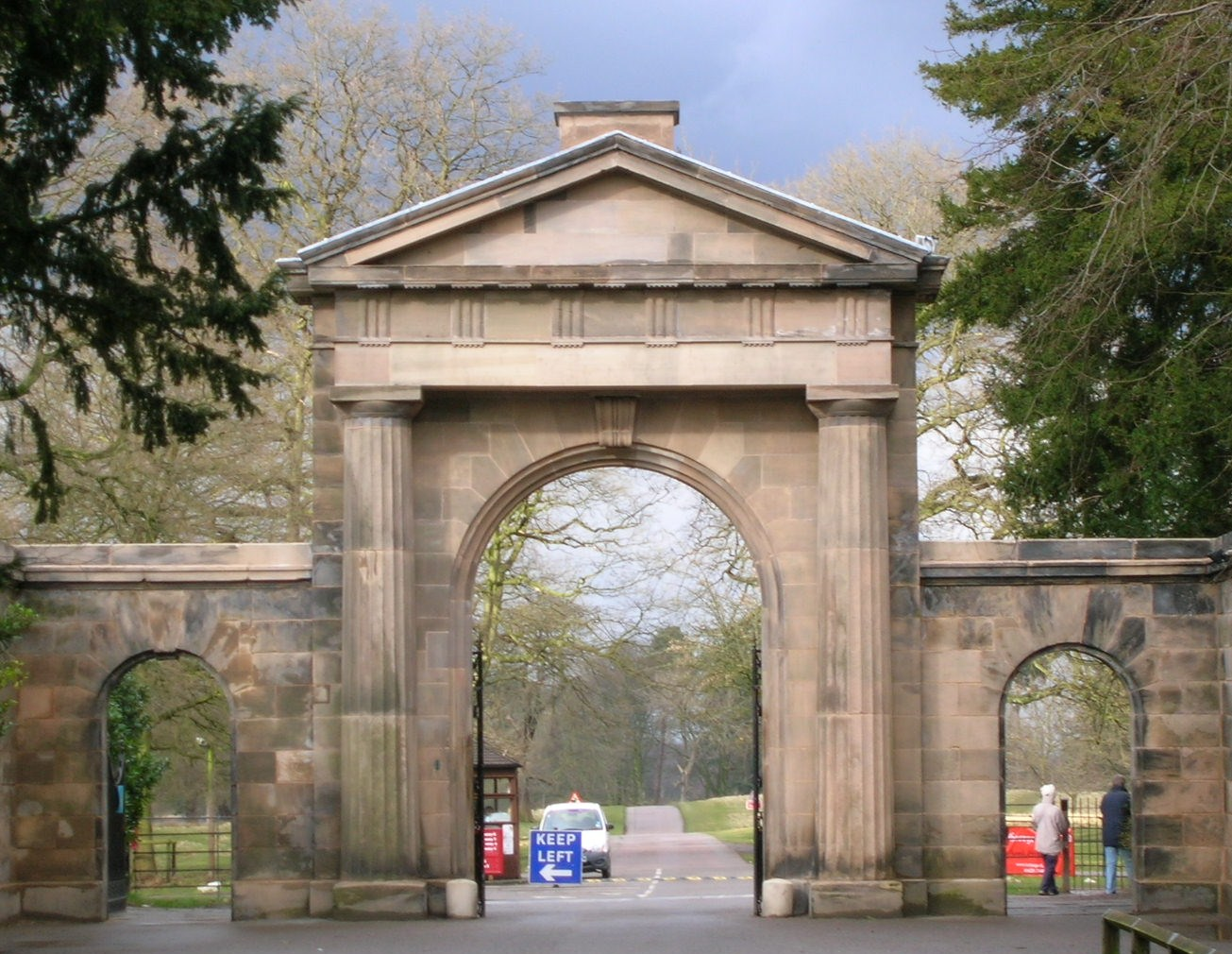
Knutsford Lodge Gateway – Tor zu Tatton Park
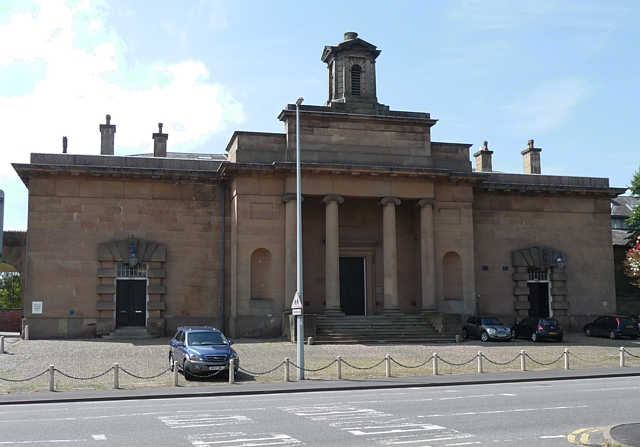
Gerichtsgebäude
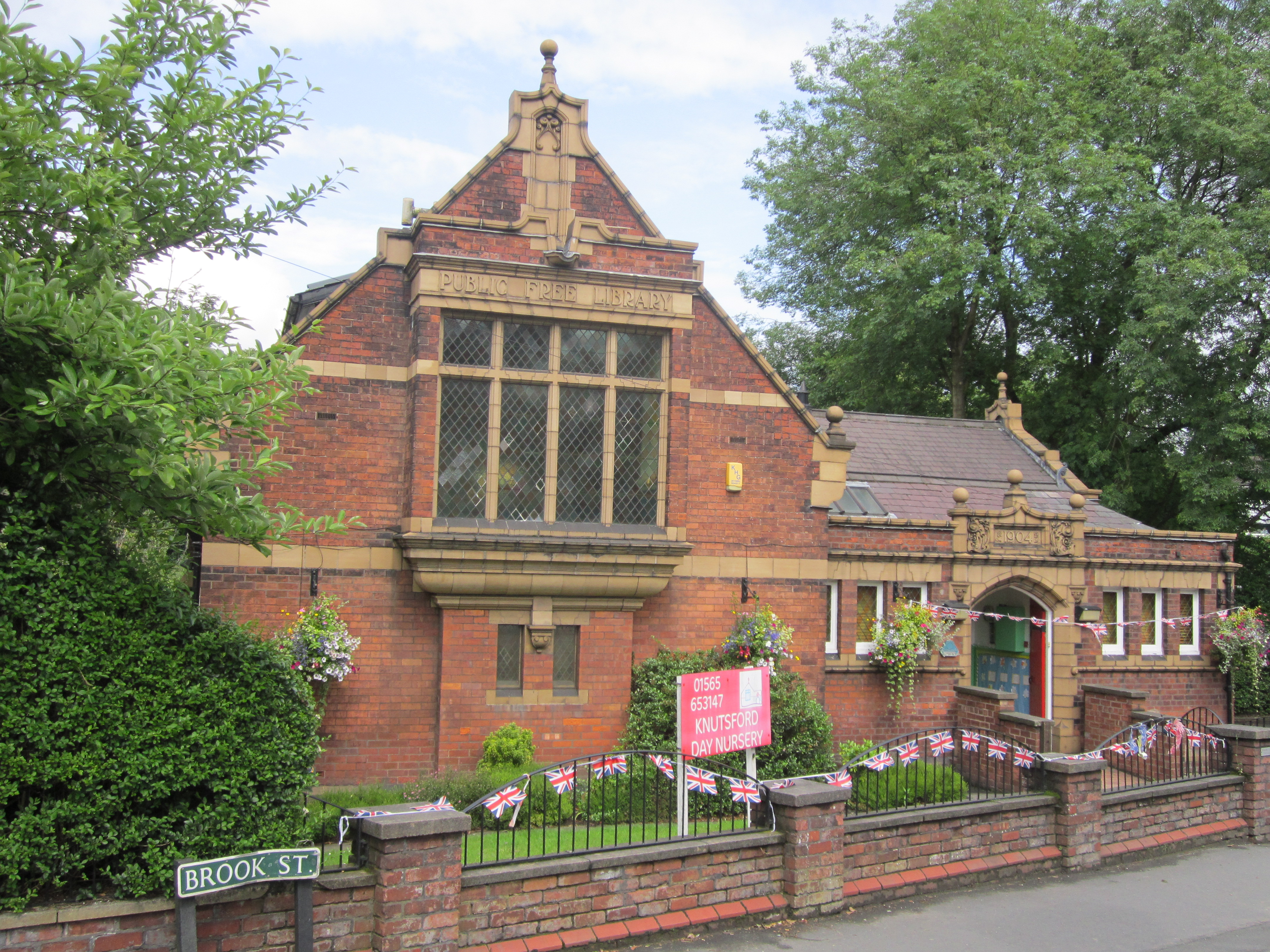
Ehemalige Bibliothek, jetzt Kindergarten
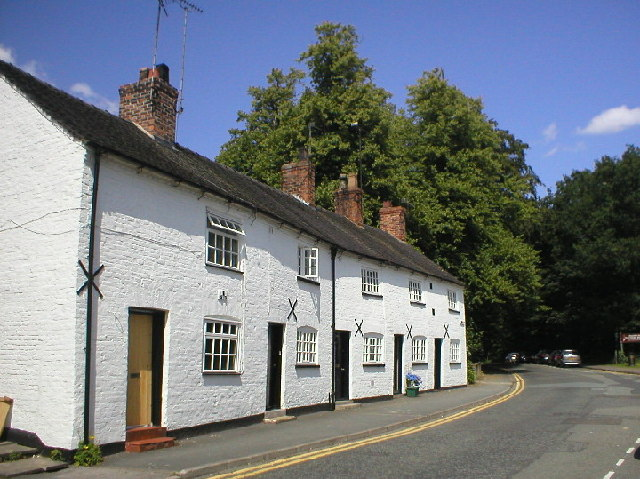
Alte Wohnhäuser nahe Tatton Park